# ادبیات یونان باستان
ادبیات یونان باستان به ادبیاتی گفته می‌شود که به زبان یونانی باستان نگاشته شده‌اند. این دوران در ادبیات یونان باستان از هومر آغاز شده و تا برخاستن امپراتوری روم شرقی ادامه می‌یابد.

## ادبیات کلاسیک و پیشاکلاسیک یونان
این دوره از ادبیات یونان با ظهور هومر آغاز می‌شود و تا به قدرت رسیدن اسکندر مقدونی ادامه می‌یابد. اوّلین نوشته‌های یونانی، نوشته‌های مسینی مرتبط با تجارت (شامل لیست‌ها، فهرست اموال، رسیدها و ...) است. با این وجود، اثری که بتوان نام ادبیات را بر آن نهاد در این میان یافت نشده‌است. نظریه‌های بسیاری در مورد غیبت ادبیات در نوشته‌های این دوره مطرح شده‌است. از جمله می‌توان به این نظریه اشاره کرد که ادبیات مسینی همانند آثار
هومر به صورت شفاهی و سینه به سینه منتقل شده‌است. دلیل این موضوع را می‌توان با نامناسب بودن رسم‌الخط مسینی برای نمایش دادن صداهای یونانی مرتبط دانست.
ادبیات یونان در این دوران به صورت دقیقی به ژانرهای ادبی طبقه‌بندی شده بود. هر یک از این ژانرها چه از نظر زبانی و چه از نظر دستوری، قواعد و ساختار اجباری مخصوص به خود را داشت. اوّلین دسته، میان نثر و شعر قرار می‌گرفت. ادبیات داستانی در غالب شعر ارائه می شد، حال آنکه نوشته‌های علمی به صورت نثر نوشته می‌شدند. شعر خود به سه زیرگونه مهم شامل حماسه، غنا و درام تقسیم می‌شد. همانگونه که مشخص است، نامگذاری یونانی ژانرهای ادبی، همان چیزی است که بعدها در اروپا نیز رواج یافت، اگرچه هر ژانر خود به چندین دستهٔ جدید تقسیم شد.
ادبیات منثور، قواعد سختگیرانه کمتری را شامل می شد. زمینه‌های اصلی این دسته شامل تاریخ‌نگاری، فلسفه و فن خطابه سیاسی است.

### اشعارحماسی

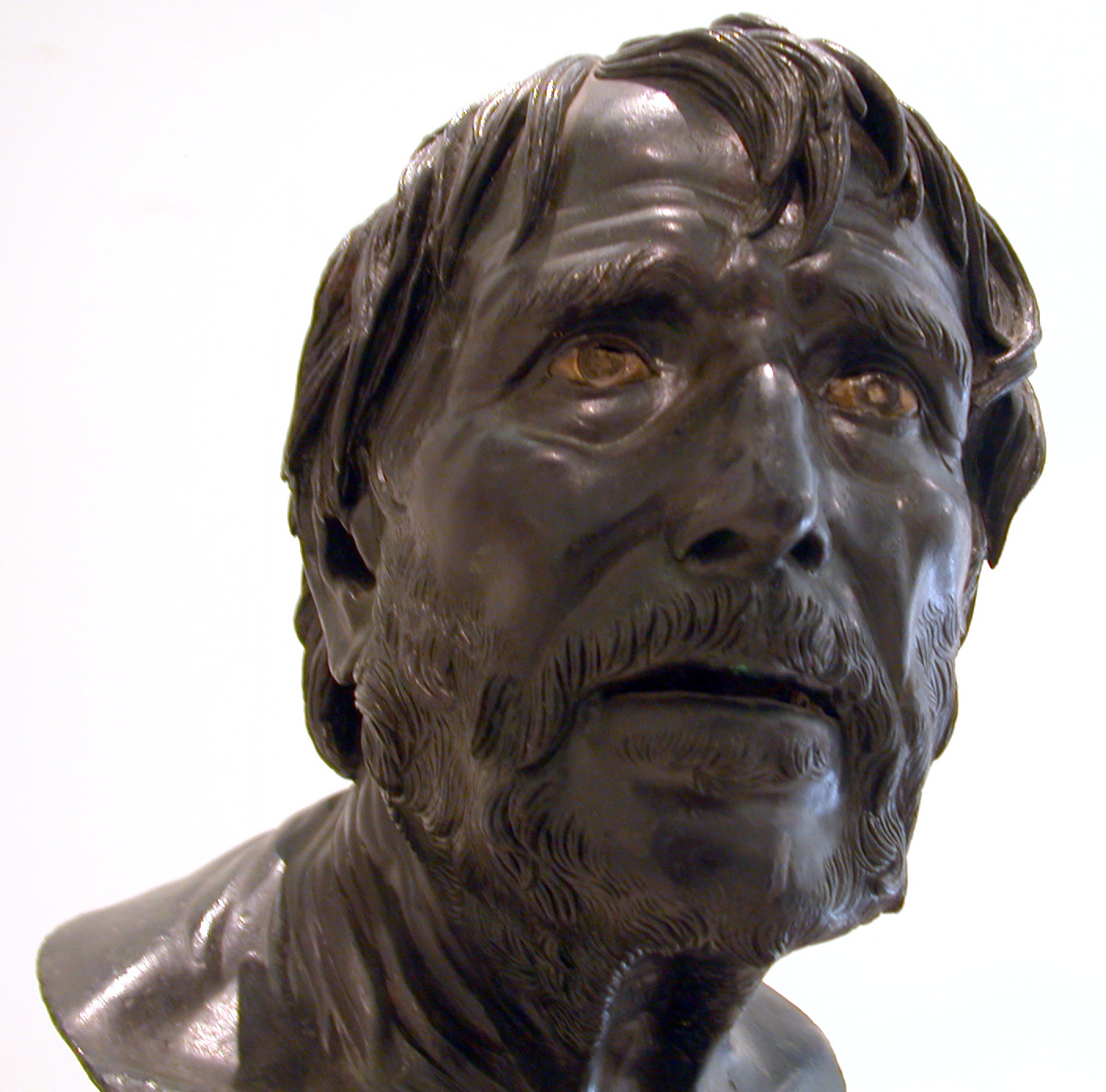
مجسمه برنزی که امروزه گمان بر این است می‌تواند نگاره‌ای خیالی از هزیود باشد

آغاز اشعار حماسی یونان باستان با دو اثر حماسی از هومر به نام‌های ایلیاد و ادیسه بوده‌است. هرچند که این دو حماسه طبیعی اعتباری بزرگ برای هومر رقم زد ولی در مورد ریشه‌های این دو داستان پرسش‌های فراوان همچون هومر چگونه و از کجا این اشعار را توانسته به نظم درآورد. کتاب ایلیاد در سبک تراژدی طبیعی است حال آنکه اودیسه ترکیبی از تراژدی و کمدی می‌باشد.
از دیگر آثار معروف این دوران می‌توان به اشعار هزیود در کتاب نسب نامه خدایان اشاره کرد. وی در این دوران پس از هومر دومین شاعر محبوب ادبیات یونان باستان می‌باشد.
هزیود در اثر نسب نامه خدایان،به صورت سیستماتیک دوران آفرینش خدایان و زمین را برمی شمارد. وی کتابش را با شرح دوران طلایی آفرینش آغاز می‌کند.

### نمایشنامه
خاستگاه نمایشنامه را می‌توان در حجره‌ها و اتاقک‌های کوچک تئاتر در شهر آتن دانست که در آنجا تمام گفته‌ها به صورت شعرهای بودند که وزن داشتند. در طول دوران جنگ‌های ایران و یونان به خاطر برانگیختن روحیه میهن پرستی در میان یونانیان، بسیاری از وقایع و رویدادهای این دوران به صورت تراژدی و موضوعاتی قهرمان پرورانه به شکل نمایشنامه در جشن دیونیسوس، یکی از ایزدان اساطیر یونان سروده می‌شدند. از نمایشنامه نویسان برجسته این دوران می‌توان به آیسخولوس ، سوفوکل و اوریپید اشاره کرد. امروزه هفت تراژدی از آیسخولوس بر جای مانده‌است که از معروف‌ترین آن‌ها می‌توان به تراژدی اورستیا اشاره کرد.از دیگر نمایشنامه‌های به نام این دوران می‌توان به ایدیپ شهریار و آنتیگونه از سوفوکل و مدا از اوریپید اشاره کرد.

### تاریخ نگاری
از بزرگترین تاریخ نگار این دوره می‌توان به هرودوت اشاره کرد. وی نگارنده کتاب تواریخ می‌باشد، نخستین کتاب تاریخ جهانی که دربارهٔ آداب و رسوم اقوام و ملیت‌های گوناگون سخن گفته و مجموعاً ۹ کتاب یا فصل است. گرچه هرودوت کتابش را تقسیم‌بندی نکرد ولی در دورهٔ رنسانس آن را به ۹ کتاب یا فصل‌های مختلف تقسیم کردند.

### فلسفه
فلاسفه بسیار بزرگی در این دوران زیسته‌اند که از میان آن‌ها می‌توان به سقراط ، افلاطون ،ارسطو و اپیکتت اشاره کرد.

## دوران هلنیسم
تا سال ۳۳۸ پیش از میلاد، تمامی دولت‌شهرهای یونانی، به جز اسپارت، به زیر سلطهٔ ‌فیلیپ مقدونی درآمده بودند. پسر فیلیپ، ‌اسکندر، فتوحات پدرش را در ابعاد بسیار وسیعتری ادامه داد. در نتیجه، آتن نقش کلیدی خود را در رهبری فرهنگی یونان از دست داد، و ‌اسکندریه مصر به‌طور موقت جایگزین آن شد.
شهر اسکندریه، واقع در شمال مصر، از قرن سوّم پیش از میلاد به مرکز بی‌بدیل فرهنگ یونانی تبدیل شد. این شهر، به زودی جمعیت بزرگی از یهودیان را نیز در خود جای داد، که در ادامه، آن را به بزرگترین مرکز تعلیمات یهود در جهان باستان تبدیل کرد. اسکندریه، بعدها، در بسط مسیحیت نیز نقش پر رنگی ایفا کرد.
موزه، یا بارگاه موسی، که شامل کتابخانه و مدرسه می شد، توسط بطلمیوس یکم بنیانگذاری شد. هدف این مجموعه، از ابتدا، تبدیل شدن به یک مدرسه و کتابخانهٔ بزرگ بین‌المللی بود. کتابخانهٔ آن، در دوران اوج خود، شامل پانصد هزار کتاب بود که اغلب به زبان یونانی
نوشته شده بودند. این کتابخانه، محلی برای نگهداری تمام آثار دوران کلاسیک بود.